# Skiatophytum tripolium
Skiatophytum es un género monotípico de plantas suculentas perteneciente a la familia Aizoaceae. Su única especie, la flor de Candia (Skiatophytum tripolium (L.) L.Bolus), es originaria de Sudáfrica.

## Descripción
Es una planta suculenta caducifolia que alcanza un tamaño de 25 cm de altura a una altitud de 100 - 600 metros en Sudáfrica.

## Taxonomía
Skiatophytum fue descrito por la botánica sudafricana, Harriet Margaret Louisa Bolus y publicado en S. African Gard. 17: 435 (1927) [sine descr.] ; L.Bolus , Notes Mesembr. 1: 126 (1928), in clave [cum descr.]. La especie tipo es: Skiatophytum tripolium (L.) L.Bolus (Mesembryanthemum tripolium L.)
Sinonimia
- Mesembryanthemum tripolium L. (1753) basónimo[3]